# Centre històric de la Febró
Centre històric de la Febró és un edifici de la Febró (Baix Camp) protegit com a Bé Cultural d'Interès Local.

## Descripció
La Febró és un dels pobles més alts del Camp de Tarragona, situat 753 metres d'alçada. Es troba a la part alta de la vall del riu Siurana i limita al nord amb Prades, amb Capafonts al nord-est, La Mussara al sud-est, Arbolí al sud-oest i amb Siurana a l'oest.
El nucli de la Febrò és molt petit, amb pocs carrers i cases. La majoria de cases són entre mitgeres amb planta baixa i un o dos pisos.

## Història
El poble apareix esmentat per primera vegada en la carta de població concedida a Siurana de l'any 1153. Deu anys més tard apareix en el Llibre Blanc de Santes Creus. A partir de 1324 va formar part del comtat de Prades. Té alcalde propi des de 1406.